# Università di Dalarna
L'Univeristà di Dalarna (Högskolan Dalarna), è una delle Università della Svezia.

## Storia
L'università di Dalarna è un'università (högskola) pubblica con sede a Falun e Borlänge, nella contea di Dalarna in Svezia.
Fondata nel 1977, ha visto crescere negli anni il proprio numero di studenti, nel 2015 contava 16,344 studenti di cui 11,642 seguivano i corsi a distanza. Ha due campus universitari che distano tra loro poco più di 20 Km, uno nella città di Falun in cui sono concentrati gli studi sociali, storici, umanistici, l'altro nella città di Borlänge in cui sono concentrati gli studi matematici, economici, ingegneristici.

### Studentato
Per gli iscritti sono disponibili due studentati, uno a Borlänge nel quartiere di Tjärna Ängar, chiamato Locus e l'altro a Falun chiamato Britsen.
Nel settembre 2020, il sindacato studentesco ha criticato il consiglio universitario per aver collocato gli studenti internazionali a Tjärna Ängar. Il sindacato ha criticato il fatto che il quartiere fosse un'area con tassi di analfabetismo, povertà e disoccupazione molto elevati e bassi livelli di istruzione rispetto ad altre aree di Borlänge e che gli studenti abbiano subito furti, furti con scasso, accoltellamenti e siano stati molestati. Di conseguenza, diversi studenti sono tornati nel loro paese di origine o hanno scelto di seguire i corsi online. Pertanto, il sindacato studentesco raccomanda di trasferire il campus a Falun.